# Tschapajew (Kasachstan)
Tschapajew (kasachisch und russisch Чапаев; bis 1992 Чапаево Tschapajewo) ist ein Ort in Kasachstan.

## Geografie
Tschapajew liegt im Westen Kasachstans rund 120 Kilometer südlich von Oral und etwa 350 Kilometer nördlich von Atyrau. Der Ort befindet sich am rechten Ufer des Ural und damit im europäischen Teil des Landes. Tschapajew ist Verwaltungszentrum des Audan Aqschajyq im Gebiet Westkasachstan.

## Geschichte
Der Ort wurde als Festung am Fluss Ural gegründet, um Kasachen an der Überquerung des Flusses und an Angriffen auf russisches Territorium zu hindern. Ursprünglich hieß das Dorf Lbischtschenski (Лбищенский). 1899 wurde Lbischtschenski zu einer Kreisstadt in der Oblast Ural des Russischen Kaiserreiches und in Lbischtschensk (Лбищенск) umbenannt. Damit einhergehend wurden zwei Schulen sowie zwei neue kleine Kirchen erbaut; bereits vorhanden waren ein Postamt und ein Telegraphenbüro. Die Bevölkerung beschäftigte sich mit Fischerei, Viehzucht, Jagd und dem Sammeln von Süßholzwurzeln.
Am 5. September 1919 fiel Wassili Tschapajew  bei den Kämpfen um die Stadt gegen die Weiße Armee. Ihm zu Ehren wurde die Stadt 1939 in Tschapajewo (Чапаево) umbenannt. 1971 erhielt der Ort die Stadtrechte. Nach der Unabhängigkeit Kasachstans wurde der Name 1992 in Tschapajew geändert und der Status als Stadt 1996 zu einer Siedlung herabgestuft.

## Bevölkerung
Bei der Volkszählung 1999 hatte Tschapajew 8344 Einwohner. Die Volkszählung 2009 ergab für den Ort eine Einwohnerzahl von 8476. Bei der letzten Volkszählung 2021 lebten 9642 Menschen in Tschapajew. Die Fortschreibung der Bevölkerungszahl ergab zum 1. Januar 2025 eine Einwohnerzahl von 9604.
| Einwohnerentwicklung               | Einwohnerentwicklung | Einwohnerentwicklung | Einwohnerentwicklung | Einwohnerentwicklung | Einwohnerentwicklung | Einwohnerentwicklung | Einwohnerentwicklung |
| 1939                               | 1959                 | 1970                 | 1979                 | 1989                 | 1999                 | 2009                 | 2021                 |
| ---------------------------------- | -------------------- | -------------------- | -------------------- | -------------------- | -------------------- | -------------------- | -------------------- |
| 3.876                              | 4.823                | 6.377                | 7.511                | 8.191                | 8.344                | 8.476                | 9.642                |
| Anmerkung: Volkszählungsergebnisse |                      |                      |                      |                      |                      |                      |                      |

## Verkehr
Tschapajew ist an das kasachische Fernstraßennetz angeschlossen. Am westlichen Ortsrand verläuft die A28, die als Nord-Süd-Route im Westen des Landes die Städte Oral und Atyrau miteinander verbindet. Zudem beginnt hier die A31, die weiter über Kastalowka nach Schänibek und zur russischen Grenze führt.